# Chiesa di Sant'Antonio Abate e San Nicolò
La chiesa di Sant'Antonio Abate e San Nicolò (in ted. Pfarrkirche St. Anton Abt und Nikolaus) è la parrocchiale di Laives in Alto Adige. Fa parte del decanato di Laives e risale al XIII secolo.

## Storia
La chiesa di Laives venne citata in un documento per la prima volta nel 1286 e la torre campanaria risultò già edificata nel 1250.
Attorno alla fine del XVIII secolo, nel 1787, vi fu portata la preziosa statua della Pietà di Pietralba che in precedenza si trovava nel santuario di Pietralba per salvarla dalla difficile situazione che si era venuta a creare in seguito all'applicazione delle disposizioni in materia di enti ecclesiastici di Giuseppe II d'Asburgo-Lorena.
Nel biennio 1852-1853 l'antico edificio fu oggetto di un importante intervento di ristrutturazione e il tempio storico venne mantenuto ma divenne l'abside della nuova costruzione che prese il posto della precedente.
A partire dagli anni settanta del XX secolo si iniziò a valutare la possibilità di ingrandire la chiesa e la popolazione locale di lingua italiana spinse per ottenere almeno una canonica a loro riservata ma
l'allora vescovo di Bolzano e Bressanone Joseph Gargitter si oppose per facilitare e stimolare la convivenza tra le diverse comunità. La soluzione adottata fu quindi quella di ampliare tutta la struttura già esistente.

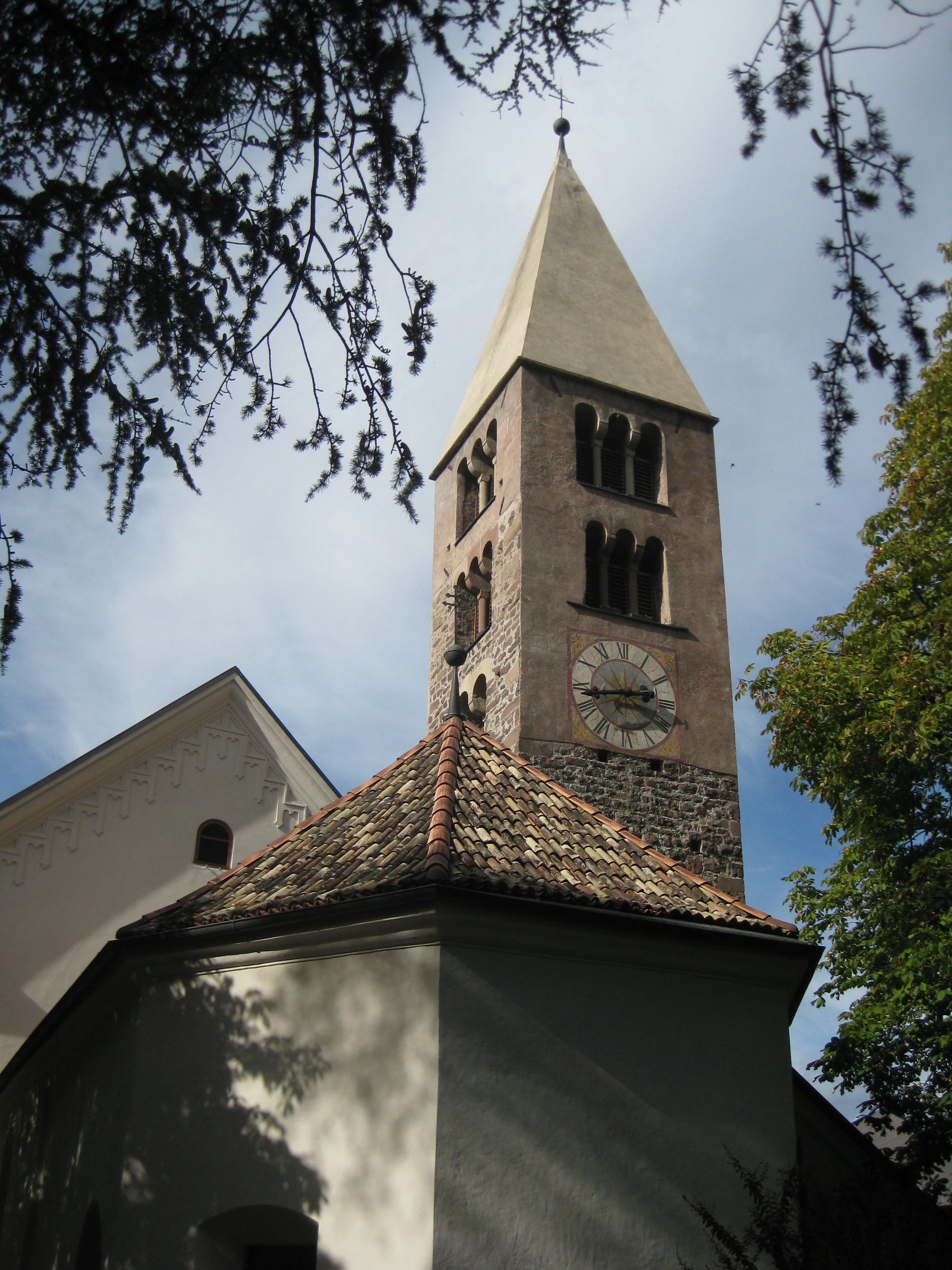
Torre campanaria della chiesa di Sant'Antonio Abate e San Nicolò a Laives.

Il cantiere venne aperto solo nel 2000 e i lavori richiesero quattro anni per essere ultimati. Nel 2004 il rinnovato tempio venne inaugurato nelle sue forme più moderne, grazie a un intervento degli architetti Höller & Klotzner che hanno aggiunto una estensione a settentrione del corpo centrale.

## Descrizione
L'edificio recente è il risultato di un intervento dei primi anni del XXI secolo e si presenta di ampie dimensioni, al centro dell'abitato di Laives. La facciata è semplice, con un grande portale con arco a tuttosesto contenuto in una cornice ad arco classico. Sopra si trova un grande rosone in pietra traforata. La torre campanaria, che è la parte più antica del complesso e sorge accanto alla parte absidale storica, è in stile romanico caratterizzato da bifore e trifore che si aprono su una superficie in parte in pietre a vista ed in parte intonacata. La cuspide è a piramide e sotto la cella campanaria si trova un grande orologio.
Nell'interno una grande croce sopra l'altar maggiore rappresenta la Resurrezione di Cristo.
A breve distanza dal tempio si trovava un monumentale acero americano. Questo acero venne piantato dal comune di Laives nel 1908 in occasione dei festeggiamenti per i 60 anni di regno dell'imperatore Francesco Giuseppe I d'Austria. Posto sotto tutela dal 2001 in considerazione delle dimensioni, dell'età e del significato storico, è stato abbattuto nel 2022 perché divenuto instabile e pericoloso.

### Pietà di Pietralba
Sull'altare nell'aula è conservata, dal 1787, la Pietà di Pietralba, una piccola e preziosa statua di alabastro alta circa 16 cm che raffigura Maria Addolorata. Fu il curato Johann von Kolb a portare l'immagine sacra in questo tempio dal santuario di Pietralba dove sino a quel momento era conservata.